# Біла Гора (поселення)
49°34′47″ пн. ш. 34°37′44″ сх. д. / 49.57972° пн. ш. 34.62889° сх. д.
Бі́ла Гора́ — багатошарове поселення за 0,6 км на південь від села Макухівки в урочищі Біла Гора. Найраніше з відомих поселень Полтавського району часів неоліту.
Розташоване на краю другої надзаплавної тераси лівого берега річки Коломак. Виявлене 1882 І. А. Зарецьким, обстежене 1921 М. Я. Рудинським. Неодноразово обстежувалося, шурфувалося. Значна частина пам'ятки (до 2 га) зруйнована кар'єром.
Збереглися ділянки нашарувань товщиною 0,3—0,5 м катакомбної (1 пол. 2 тис. до Р. Х.), культури багатопружкової кераміки (17—16 ст. до Р. Х.), зрубної (16—14 ст. до Р. Х.), бондарихинської (12—9 ст. до Р. Х.) культур.
Площа поселення тепер становить 1 га. У видувах північної частини пам'ятки простежуються знахідки мезолітичного часу.
Численні матеріали — вироби з кременю, каменю, металу, уламки ліпної кераміки пізнього неоліту, енеоліту і бронзи зберігаються, у Полтавському краєзнавчому музеї.

## Джерело
- Полтавщина : Енцикл. довід. / За ред. А.В. Кудрицького. — К. : УЕ, 1992. — 1024 с. — ISBN 5-88500-033-6.